# Mbale (Oeganda)
Mbale is een stad in het oosten van Oeganda en de hoofdstad van het district Mbale. Het heeft anno 2007 ongeveer 80.000 inwoners en het ligt aan de voet van Mount Elgon. Het ligt 190 kilometer ten noordoosten van de hoofdstad Kampala aan de Tororo-Pakwach spoorlijn. Mbale is in de 20e eeuw door Europeanen gesticht. De islamitische universiteit van Oeganda is hier gevestigd in 1988. 
In deze regio leeft een groot deel van de Abayudaya, Afrikaanse joden.